# Distretto urbano di Mafinga
Il distretto di Mafinga è uno dei distretti in cui è amministrativamente suddivisa la regione di Iringa in Tanzania. È suddiviso in 9 circoscrizioni (wards) e conta una popolazione di 122 329 abitanti (censimento 2022).

## Suddivisione amministrativa
Il distretto è diviso nelle seguenti circoscrizioni (wards), tra parentesi gli abitanti (censimento 2022):
1. Boma (32 090)
2. Bumilayinga (7 299)
3. Changarawe (11 381)
4. Isalavanu (8 402)
5. Kinyanambo (21 178)
6. Rungemba (7 323)
7. Sao Hill (3 799)
8. Upendo (25 074)
9. Wambi (5 783)